# 발더스 게이트 3
《발더스 게이트 3》는 라리안 스튜디오스가 제작한 롤플레잉 비디오 게임이다. 《던전 & 드래곤》 테이블탑 롤플레잉에 기반한 《발더스 게이트》 시리즈의 세 번째 본편이다. 2020년 10월 6일 앞서 해보기 형태로 마이크로소프트 윈도우, macOS 및 구글 스테이디어에 선공개됐다. 정식출시는 윈도우판을 통해 2023년 8월 3일 처음 실시됐다.
배경은 DR 1492년, 전작 《발더스 게이트 II: 섀도스 오브 암》으로부터 약 120년 후의 시간대로 페이룬 대륙를 무대로 한다. 플레이어가 임의로 생성하는 주인공은 기생충에 감염돼 괴물로 변이하는 상태로, 같은 입장에 놓인 동료들과 함께 치료법을 찾는 모험을 하며 포가튼 렐름 세계의 세력 간 분쟁에 엮이는 것이 주된 내용이다.
게임플레이는 《던전 앤 드래곤》 5판에 기반해 턴제 방식으로 진행한다. 캐릭터의 직업, 종족, 행동, 정체성 등 플레이어의 특성과 상호작용을 통해 다양한 방식으로 게임을 진행하는 폭넓은 자유도가 특징이다.
출시 당시 게임플레이, 이야기, 높은 생산품질 등으로 전폭적인 호평을 받았다. 골든 조이스틱 어워즈에서 올해의 게임 종목을 수상하는 등 각종 시상식에서 우승했다.

## 개발
《발더스 게이트 (1998)》는 바이오웨어와 블랙 아일 스튜디오스가 개발하고 인터플레이 엔터테인먼트가 배급했으며, 《던전 & 드래곤》의 포가튼 렐름 세계관 판권을 빌린 작품이었다. 《발더스 게이트》의 성공은 후속작 《발더스 게이트 II: 섀도스 오브 암》와 확장팩, 그리고 《플레인스케이프: 토먼트》의 발매로 이어졌다. 본래 블랙 아일 스튜디오스는 2003년에 후속작 《발더스 게이트 III: 더 블랙 하운드》를 계획하고 개발에 착수했으나, 인터플레이가 재정난에 휩싸이며 블랙 아일을 폐쇄하면서 개발이 취소됐다. 이후 인터플레이는 2008년 아타리에게 《던전 & 드래곤》 비디오 게임 판권을 잃었다. 아타리는 판권을 이용해 《네버윈터 나이츠》와 후속작 《네버윈터 나이츠 2》를 출시했다. 워저드 오브 더 코스트는 이 당시 이미 TSR를 인수하면서 《던전 & 드래곤》 판권 구입을 완료한 상태로 롤플레잉 규칙을 개선하고 있었다. 라리안 스튜디오스가 개발하는 신작은 블랙 아일의 《발더스 게이트 III: 더 블랙 하운드》와 연관없는 개별의 작품이다.
《발더스 게이트 III》는 본래 2020년 9월 30일 앞서 해보기로 선출시될 예정이었다. 이는 이후 2020년 10월 6일로 연기됐다.

## 반응

### 평론
리뷰 애그리게이터 웹사이트 메타크리틱에서 윈도우 및 플레이스테이션 5판이 "전폭적인 평가"를 기록했다. 오픈크리틱에선 100%의 평론가들이 게임을 추천했다.

### 흥행
《발더스 게이트 3》는 앞서 해보기 출시 당시 스팀과 GOG.com에서 최고판매 게임이 됐다. 정식출시 하루 전인 2023년 8월 3일, 라리안 스튜디오스 CEO 스벤 빙커는 스팀의 앞서 해보기 판매량이 약 250만 장이라고 발표했다. 정식 출시일에 스팀에서 동시접속자수가 537,000명을 육박했으며 출시 후 두 번째 주말에 최고 동시접속자수 875,000명을 기록했다.

## 수상
| 연도 | 시상식                             | 종목                    | 수상자                                 | 결과 | 각주          |
| ---- | ---------------------------------- | ----------------------- | -------------------------------------- | ---- | ------------- |
| 2020 | 제11회 할리우드 미디어 음악 시상식 | 신곡 — 비디오 게임      | 보리슬라프 슬라보브 ("Weeping Dawn")   | 후보 | [ 26 ]        |
| 2021 | 제12회 할리우드 미디어 음악 시상식 | 신곡 — 비디오 게임      | 보리슬라프 슬라보브 ("I Want to Live") | 후보 | [ 27 ]        |
| 2023 | 골든 조이스틱 어워즈               | 최고의 이야기전개       | 발더스 게이트 3                        | 수상 | [ 28 ] [ 29 ] |
| 2023 | 골든 조이스틱 어워즈               | 최고의 게임 커뮤니티    | 발더스 게이트 3                        | 수상 | [ 28 ] [ 29 ] |
| 2023 | 골든 조이스틱 어워즈               | 최고의 시각 디자인      | 발더스 게이트 3                        | 수상 | [ 28 ] [ 29 ] |
| 2023 | 골든 조이스틱 어워즈               | 올해 PC 게임            | 발더스 게이트 3                        | 수상 | [ 28 ] [ 29 ] |
| 2023 | 골든 조이스틱 어워즈               | 올해 개발사             | 라리안 스튜디오스                      | 수상 | [ 28 ] [ 29 ] |
| 2023 | 골든 조이스틱 어워즈               | 최고의 조연배우         | 아멜리아 타일러 (해설자)               | 후보 | [ 28 ] [ 29 ] |
| 2023 | 골든 조이스틱 어워즈               | 최고의 조연배우         | 닐 뉴본 (아스타리온)                   | 수상 | [ 28 ] [ 29 ] |
| 2023 | 골든 조이스틱 어워즈               | 궁극의 올해의 게임      | 발더스 게이트 3                        | 수상 | [ 28 ] [ 29 ] |
| 2023 | 제14회 할리우드 미디어 음악 시상식 | 신곡 — 비디오 게임      | 보리슬라프 슬라보브                    | 후보 | [ 30 ] [ 31 ] |
| 2023 | 3D휴에고스 어워즈                  | 올해 최고의 게임        | 발더스 게이트 3                        | 수상 | [ 32 ]        |
| 2023 | 3D휴에고스 어워즈                  | 최고의 이야기           | 발더스 게이트 3                        | 수상 | [ 32 ]        |
| 2023 | 3D휴에고스 어워즈                  | 최고의 사운드트랙       | 발더스 게이트 3                        | 후보 | [ 32 ]        |
| 2023 | 3D휴에고스 어워즈                  | 독자의 올해 최고의 게임 | 발더스 게이트 3                        | 수상 | [ 32 ]        |
| 2023 | 브라질 게임 어워즈                 | 올해의 게임             | 발더스 게이트 3                        | 수상 | [ 33 ]        |
| 2023 | 브라질 게임 어워즈                 | 최고의 RPG              | 발더스 게이트 3                        | 수상 | [ 33 ]        |
| 2023 | 브라질 게임 어워즈                 | 최고의 다인용           | 발더스 게이트 3                        | 수상 | [ 33 ]        |
| 2023 | 브라질 게임 어워즈                 | 최고의 사운드트랙       | 발더스 게이트 3                        | 후보 | [ 33 ]        |
| 2023 | 브라질 게임 어워즈                 | 최고의 개발사           | 라리안 스튜디오스                      | 수상 | [ 33 ]        |
| 2023 | 더 게임 어워즈 2023                | 올해의 게임             | 발더스 게이트 3                        | 수상 | [ 34 ]        |
| 2023 | 더 게임 어워즈 2023                | 최고의 게임기획         | 발더스 게이트 3                        | 후보 | [ 34 ]        |
| 2023 | 더 게임 어워즈 2023                | 최고의 서사             | 발더스 게이트 3                        | 후보 | [ 34 ]        |
| 2023 | 더 게임 어워즈 2023                | 최고의 커뮤니티 지원    | 발더스 게이트 3                        | 수상 | [ 34 ]        |
| 2023 | 더 게임 어워즈 2023                | 최고의 롤플레잉 게임    | 발더스 게이트 3                        | 수상 | [ 34 ]        |
| 2023 | 더 게임 어워즈 2023                | 최고의 다인용 게임      | 발더스 게이트 3                        | 수상 | [ 34 ]        |
| 2023 | 더 게임 어워즈 2023                | 플레이어의 선택         | 발더스 게이트 3                        | 수상 | [ 34 ]        |
| 2023 | 더 게임 어워즈 2023                | 최고의 작곡 및 음악     | 보리슬라프 슬라보브                    | 후보 | [ 34 ]        |
| 2023 | 더 게임 어워즈 2023                | 최고의 연기             | 닐 뉴본                                | 수상 | [ 34 ]        |

## 참조

### 내용주
1. ↑  영어: Baldur's Gate 3